# Пазарджикско-Пловдивская равнина
Па́зарджик-Пло́вдивская равни́на (болг. Пазарджишко-Пловдивско поле) — равнина на юге Болгарии, западная часть Верхнефракийской низменности.

## Географическое описание
Южная граница от ущелья Момина на реке Марица до хребта Драгойна проходит по северным предгорьям Родоп, а северная от ущелья Момина до Чирпанского нагорья очерчивается по южным предгорьям Средна-Горы.
Равнина вытянута с запада на восток, протяженность составляет 105 км, ширина превышает 50 км.
Рельеф понижается с запада-северо-запада на восток-юго-восток вдоль русла реки Марица. В районе города Белово (западная часть равнины) высота над уровнем моря составляет 300 м, а в восточной части, в районе города Первомай, снижается до 100 м.
В пределах Пазарджик-Пловдивской равнины река Марица протекает вдоль крутых северных склонов Родоп, относительно далеко от пологих южных склонов Средна-Горы, что определяет асимметричное развитие речной сети. Левые притоки Марицы протекают на относительно большом расстоянии по низменности, а устья правых притоков расположены на склонах Родоп. Также на равнине выделяются Пловдивские холмы (270 метров).
Территория равнины относится к двум областям Болгарии: Пазарджикской и Пловдивской.

## Геология и климат
Это обширная аллювиальная равнина, образовавшаяся в неогеновом и четвертичном периоде. Она полностью покрыта аллювиальными отложениями, в результате чего преобладают соответствующие плодородные почвы.
На Пазарджик-Пловдивской равнине выделяется территория с переходно-континентальным климатом. Орографические барьеры вокруг равнины имеют важное значение для формирования многолетнего режима погоды. На севере Стара-Планина и Средна-Гора являются серьезными орографическими барьерами для холодных воздушных масс, а на юге Родопы препятствуют вторжению теплого средиземноморского воздуха. Зимний сезон относительно мягкий и теплый. Средняя температура января от 0 °С до 1 °С (для Пловдива 0,2 °С), а средняя температура июля 23–24 °С (для Пловдива 23,6 °С). Среднегодовая температура 12,5 °С (для Пловдива 12,2 °С). Амплитуда температуры меньше, чем на Дунайской равнине, и составляет порядка около 23 °С. 5 июля 1916 года в городе Садово был зафиксирован абсолютный максимум температур для Болгарии: 45,2 °С. Теплый климат благоприятствует выращиванию теплолюбивых культур, что объясняет специализацию региона на овощеводстве. Безморозный период намного продолжительнее, чем в Северной Болгарии, но в зимние месяцы часты температурные инверсии и туманы.

## Речная система
Крупнейшей рекой на равнине является Марица, протяжённостью почти 120 км с запада на восток, которая вместе со своими левыми (Топольница (болг.), Луда-Яна, Потока (река), Пясычник, Стряма, Сребра, Брезовска-река, Омуровска-река, Текирска-река) и правыми притоками (Чепинска-река, Стара-река, Выча, Пырвенецка-река, Асеница, Черкезица, Мечка) орошает всю территорию.

## Развитие и инфраструктура
Благоприятные климатические условия, плодородные почвы и хороший доступ к воде создают идеальные условия для развития сельского хозяйства – преимущественно овощеводства, виноградарства, плодоводства, выращивания зерновых и технических культур.
На Пазарджик-Пловдивской равнине расположено 10 городов (Асеновград, Брезово, Пазарджик, Пловдив, Первомай, Раковски, Садово, Септември, Стамболийски и Сыединение) и многочисленные села.
С запада на восток по равнине проходит участок автомобильной дороги «Фракия». Кроме того, по Пазарджик-Пловдивской равнине проходят участки еще 17 дорог государственной дорожной сети и маршрутов 8 железнодорожных линий Болгарских железных дорог: 
- София - Пловдив - Свиленград
- Пловдив - Стара Загора - Бургас
- Пловдив - Карлово
- Пловдив - Панагюриште
- Долна-Махала - Хисаря
- Пловдив - Асеновград
- Стамболийски - Пештера
- Септември - Добриниште (узкоколейная).